# Championnat de Roumanie de rugby à XV 2019-2020
Navigation
SuperLiga 2018-2019 SuperLiga 2021
Le championnat de Roumanie de rugby à XV 2019-2020 ou SuperLiga 2019-2020 est 105e édition de la compétition qui se déroule du 31 août 2019 au 12 septembre 2020. Elle oppose les sept meilleures équipes de Roumanie.	À cause de la pandémie de Covid-19, la saison régulière est interrompue en cours de route. Le SCM Gloria Buzău (en) ne peut pas revenir à la reprise en septembre . 		

## Liste des équipes en compétition
| CSM Baia Mare Dinamo Bucarest Steaua Bucarest Timișoara Saracens CSU Cluj-Napoca Tomitanii Constanța Gloria Buzău |

| Équipe                  | Entraineur(s) | Stade                        | Capacité | Ville       |
| ----------------------- | ------------- | ---------------------------- | -------- | ----------- |
| CSM Baia Mare           |               | Arena Zimbrilor              | 1 483    | Baia Mare   |
| Dinamo București        |               | Stadionul Florea Dumitrache  | 1 500    | Bucarest    |
| Steaua București        |               | Stadionul Rugby Ghencea      | 2 000    | Bucarest    |
| Timișoara Saracens      |               | Stade Dan-Păltinișanu        | 32 972   | Timișoara   |
| CS Universitatea Cluj   |               | Stadionul Iuliu Hatieganu    |          | Cluj-Napoca |
| ACS Tomitanii Constanța |               | Stadionul Mihail Naca        |          | Constanța   |
| SCM Gloria Buzău (en)   |               | Stadion Prinţul Serban Ghica | 2 000    | Buzău       |

## Résumé des résultats

### Classement de la phase régulière
| Rang | Club                      | J | V | N | D | Pm  | Pe  | Diff | Pts |
| ---- | ------------------------- | - | - | - | - | --- | --- | ---- | --- |
| 1    | CSM Stiinta Baia Mare (T) | 8 | 8 | 0 | 0 | 306 | 128 | +178 | 37  |
| 2    | CSA Steaua București      | 8 | 6 | 0 | 2 | 309 | 132 | +177 | 31  |
| 3    | CS SCM Timisoara          | 8 | 5 | 0 | 3 | 301 | 153 | +148 | 26  |
| 4    | CS Universitatea Cluj     | 8 | 4 | 0 | 4 | 202 | 295 | -93  | 17  |
| 5    | CS Dinamo București       | 7 | 2 | 0 | 5 | 154 | 233 | -79  | 10  |
| 6    | SCM Gloria Buzău          | 7 | 2 | 0 | 5 | 140 | 238 | -98  | 10  |
| 7    | ACS Tomitanii Constanța   | 8 | 0 | 0 | 8 | 167 | 100 | +67  | 1   |

|  | Qualifié pour les demi-finales (no 1, no 2).         |
|  | Qualifié pour les Play-Down, no 3, no 4, no 5, no 6. |
|  | T : tenant du titre 2019                             |

## Résultats détaillés

### Phase régulière
L'équipe qui reçoit est indiquée dans la colonne de gauche.				
| Clubs                        | BAI   | BUZ   | CLU   | CON   | DIN   | STE   | TIM   |
| ---------------------------- | ----- | ----- | ----- | ----- | ----- | ----- | ----- |
| CSM Baia Mare                |       |       |       | 42-17 | 44-17 | 18-15 | 28-24 |
| SCM Gloria Buzău (en)        | 3-48  |       | 31-21 |       |       | 19-45 |       |
| CS Universitatea Cluj-Napoca | 15-52 |       |       | 40-34 | 28-20 |       | 27-19 |
| ACS Tomitanii Constanța      | 18-54 | 22-45 | 24-34 |       | 26-36 |       |       |
| CS Dinamo Bucuresti          |       | 31-15 |       |       |       | 7-36  | 14-52 |
| Steaua Bucuresti             | 19-20 | 33-17 | 61-19 | 80-19 |       |       |       |
| SCM Timisoara                |       | 38-10 | 54-18 | 69-7  | 32-29 | 13-20 |       |

|  | Victoire à domicile |  | Match nul |  | Défaite à domicile |

## Phase finale

### Tableau
|  | Quarts-de-finale 29 et 30 août 2020      | Quarts-de-finale 29 et 30 août 2020      |                          |                          | Demi-finales 5 et 6 septembre 2020 | Demi-finales 5 et 6 septembre 2020 |  |  | Finale 12 septembre 2020 | Finale 12 septembre 2020 |
|  | Quarts-de-finale 29 et 30 août 2020      | Quarts-de-finale 29 et 30 août 2020      |                          |                          | Demi-finales 5 et 6 septembre 2020 | Demi-finales 5 et 6 septembre 2020 |  |  | Finale 12 septembre 2020 | Finale 12 septembre 2020 |
|  |                                          |                                          |                          |                          |                                    |                                    |  |  |                          |                          |
|  |                                          |                                          |                          |                          |                                    |                                    |  |  | Stadionul Noua, à Brașov |                          |
|  |                                          |                                          |                          |                          |                                    |                                    |  |  |                          |                          |
|  | Steaua Bucuresti                         | 20                                       |                          |                          |                                    |                                    |  |  |                          |                          |
|  | Steaua Bucuresti                         | 20                                       | SCM Timisoara            | 57                       |                                    |                                    |  |  |                          |                          |
|  | SCM Timisoara                            | 21                                       | SCM Timisoara            | 57                       |                                    |                                    |  |  |                          |                          |
|  | SCM Timisoara                            | 21                                       | ACS Tomitanii Constanța  | 15                       |                                    |                                    |  |  |                          |                          |
|  |                                          |                                          | ACS Tomitanii Constanța  | 15                       | CSM Baia Mare                      | 23                                 |  |  |                          |                          |
|  |                                          |                                          |                          |                          | CSM Baia Mare                      | 23                                 |  |  |                          |                          |
|  |                                          | SCM Timisoara                            | 17                       |                          |                                    |                                    |  |  |                          |                          |
|  | CS Universitatea Cluj-Napoca             | SCM Timisoara                            | 17                       | 13                       |                                    |                                    |  |  |                          |                          |
|  | CS Universitatea Cluj-Napoca             | CSM Baia Mare                            | 76                       | 13                       |                                    |                                    |  |  |                          |                          |
|  | CS Dinamo Bucuresti                      | CSM Baia Mare                            | 76                       | 20                       |                                    |                                    |  |  |                          |                          |
|  | CS Dinamo Bucuresti                      | CS Dinamo Bucuresti                      | 19                       | 20                       |                                    |                                    |  |  |                          |                          |
|  |                                          | CS Dinamo Bucuresti                      | 19                       | Match pour la 3e place   |                                    |                                    |  |  |                          |                          |
|  | Match pour la 5e place                   |                                          |                          |                          |                                    |                                    |  |  |                          |                          |
|  | Stadionul Iuliu Hatieganu, à Cluj-Napoca | Stadionul Iuliu Hatieganu, à Cluj-Napoca | Stadionul Noua, à Brașov | Stadionul Noua, à Brașov |                                    |                                    |  |  |                          |                          |
|  | Stadionul Iuliu Hatieganu, à Cluj-Napoca | Stadionul Iuliu Hatieganu, à Cluj-Napoca | Stadionul Noua, à Brașov | Stadionul Noua, à Brașov |                                    |                                    |  |  |                          |                          |
|  | CS Universitatea Cluj-Napoca             | 23                                       | CS Dinamo Bucuresti      | 13                       |                                    |                                    |  |  |                          |                          |
|  | CS Universitatea Cluj-Napoca             | 23                                       | CS Dinamo Bucuresti      | 13                       |                                    |                                    |  |  |                          |                          |
|  | ACS Tomitanii Constanța                  | 29                                       | Steaua Bucuresti         | 33                       |                                    |                                    |  |  |                          |                          |
|  | ACS Tomitanii Constanța                  | 29                                       | Steaua Bucuresti         | 33                       |                                    |                                    |  |  |                          |                          |

### Finale[5],[6]
| Samedi 12 septembre 2020 15 h 30 | CSM Baia Mare                                                                                  | 23 - 17 (10 - 10) | CSM Timișoara | Stadionul Noua, Brasov 0 spectateurs |
| Samedi 12 septembre 2020 15 h 30 | Essai(s) : 2 Popoaia, Tomane Transformation(s) : 2 Rawaqa Pénalité(s) : 3 Rawaqa x2, Manole x1 |                   | Essai(s) : 2 Manumua Transformation(s) : 2 Manumua, Melinte Pénalité(s) : 1 Manumua Carton(s) jaune(s) : 1 Neculau | Stadionul Noua, Brasov 0 spectateurs |
| Samedi 12 septembre 2020 15 h 30 |                                                                                                |                   | | Stadionul Noua, Brasov 0 spectateurs |

| Titulaires Paul Popoaia 15 Ionut Botezatu 14 Jason Tomane 13 Sione Fakaosilea 12 Adrian-Marian Apostol 11 Taniela Rawaqa 10 Helarius Kisting 9 Beka Bitsadze 8 Jacob Immelman 7 Dumani Mtya 6 Marius Danila 5 Florian Rosu 4 Revazi Dugladze 3 Ovidiu Cojocaru 2 Constantin Pristavita 1 Remplaçants Iulian Hartig 16 Mihai Dico 17 Omar Baliashvili 18 Silviu Gradinaru 19 Alexandru Alexe 20 Alexandru Tigla 21 Dorin Manole 22 Alexandru Bucur 23 |  | Titulaires 15 Marius Simionescu 25 Catalin Fercu 13 Moa Mua Maliepo 12 Tevita Manumua 11 Stephen Shennan 10 Vaovasa Hinckley 9 Gabriel Rupanu 8 Cristian Stratila 7 Vlad Neculau 19 Dorin Lazar 5 Valentin Poparlan 4 Ionut Muresan 3 Horatiu Pungea 2 Eugen Căpățână 1 Mihai Lazar Remplaçants 16 Viorel Sabau 17 Marius Lungu 18 Joji Sikote 6 Sebastian Sirbu 20 Kemal Altinok 24 Daniel Zaharia 22 Florin Popa 23 Ionel Melinte |